# レイナード・01I
レイナード・01I (Reynard 01I) は、レイナードが設計・製造したオープンホイールレーシングカーである。2001年のCARTシーズンで使用され、ジル・ド・フェランのドライビングによって、ドライバーズタイトルおよびコンストラクターズタイトルを獲得した。